# Ferrocarril Oeste de Minas
El Ferrocarril Oeste de Minas (en portugués: Estrada de Ferro Oeste de Minas, o EFOM) fue una empresa ferroviaria minera (02/02/1878 - 23/01/1931).

## Historia
A partir de la década de 1870 se discutía en São João del-Rei la posibilidad de la llegada a la ciudad de una vía férrea que posibilitase la conexión entre el municipio minero y la corte. 
En el informe imperial sobre las líneas férreas del Sur de Minas Generais efectuado en 1875 se discutía la mejor opción sobre la conexión de la corte con el Río Grande, en su sección navegable. Así aparece en el texto dirigido al emperador Don Pedro II y al Ministro de Agricultura, Comercio y Obras Públicas:

En todos los estudios se menciona que la mejor y más corta dirección desde Río de Janeiro a la sección navegable de Río Grande, que comienza en la Barra do Ribeirão Vermelho, en el municipio de Lavras, debe partir del Ferrocarril D. Pedro II en la estación de la Barra do Piraí, atravesando el valle del Río Negro y llegando a lo alto del valle del Río Grande, del lado occidental de la Mantiqueira, a la altura del Bom Jardim.

Una alternativa presentada por el ingeniero de la provincia minera, también en 1863, recalcaba São João del-Rei en la ruta de una posible vía férrea uniendo la corte, el Río Grande y el Río São Francisco:

Es desde el ramal del oeste desde donde deben partir las comunicaciones con los valles del (sic) Río Grande y Sapucaí. La primera de estas líneas debe bifurcarse en el ferrocarril en un punto entre la Barra do Piraí y el arraial dos Remédios, y cortando el valle del Río Negro, debe atravesar la sierra de la Mantiqueira, para después seguir las aguas del Río Grande hasta el punto donde este ofrece navegabilidad: puede ser unida esta línea en las aguas del Río São Francisco por dos ramales – uno pasando por São João d'El-Rey, hasta llegar a la cuenca del Río Pará (afluente del São Francisco) y otro que atravesando el curso del Piumhy al este de la Sierra de la Canastra, alcanzara las cabeceras del propio Río de São Francisco.

En 1877, con la llegada de la línea del Ferrocarril Don Pedro II a la localidad denominada Sitio, a cien kilómetros de São João del-Rei, se abrió la posibilidad de practicar la concesión establecida por la Ley Provincial n.º 1982 del 11 de noviembre de 1873, que concedía privilegios por cincuenta años para la construcción de una vía férrea en ancho estrecho que «partiendo del Ferrocarril D. Pedro II, en las vertientes del río de las Muertes, se dirigiese a un punto navegable del Río Grande, y desde ahí, por el lado Oeste, llegase hasta la frontera de la Provincia». No obstante, en 1877 se acuerda que solo debería ser ejecutada la primera sección de la ruta hasta São João del-Rei por la Ley n.º 2398, del 5 de noviembre de 1877. 
El ancho adoptado para la línea pendiente de ser construida fue el de 76 centímetros, lo que equivale a 2 pies y 6 pulgadas, teniendo en cuenta que el ancho máximo permitido sería el de un metro. Terminada la construcción del tramo que unía Sitio con Barroso, con una extensión de 49 kilómetros, el mismo pasó a recibir tráfico desde el 30 de noviembre de 1880. En esa ocasión ya contaba la ruta con dos locomotoras del tipo American “Montezuma”. 

### Inauguración

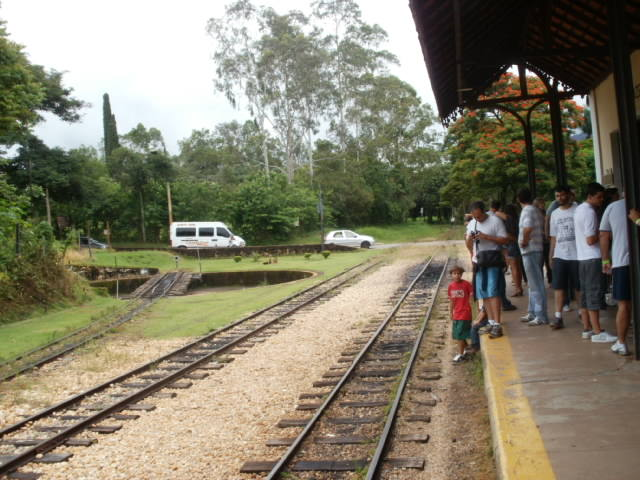
Vista del Ferrocarril Oeste de Minas, Estación Ferroviaria de Tiradentes.

El 28 de agosto de 1881 era inaugurado el Ferrocarril Oeste de Minas que contaba entonces con las estaciones de Sitio, Barroso, São José del-Rei (posteriormente Tiradentes) y São João del-Rei y también, su material rodante, contaba con: “cuatro locomotoras, cuatro vagones de primera clase, cuatro de segunda, uno de lujo, dos de equipajes, dos de animales, quince vagones cerrados, diez abiertos y una vagoneta”. 
A título de comparación, las siguientes rutas, todas de ancho métrico, construidas en el mismo período, tuvieron el siguiente valor por kilómetro construido:
- Y. F. de Recife a Limoeiro: 51:978$660
- Y. F. D. Teresa Cristina: 58:214$699
- Y. F. Campos a Carangola: 29:000$000
- Y. F. de Natal a Nova Cruz: 45:421$920
- Y. F. Minas y Río de Janeiro: 91:148$548

### La expansión

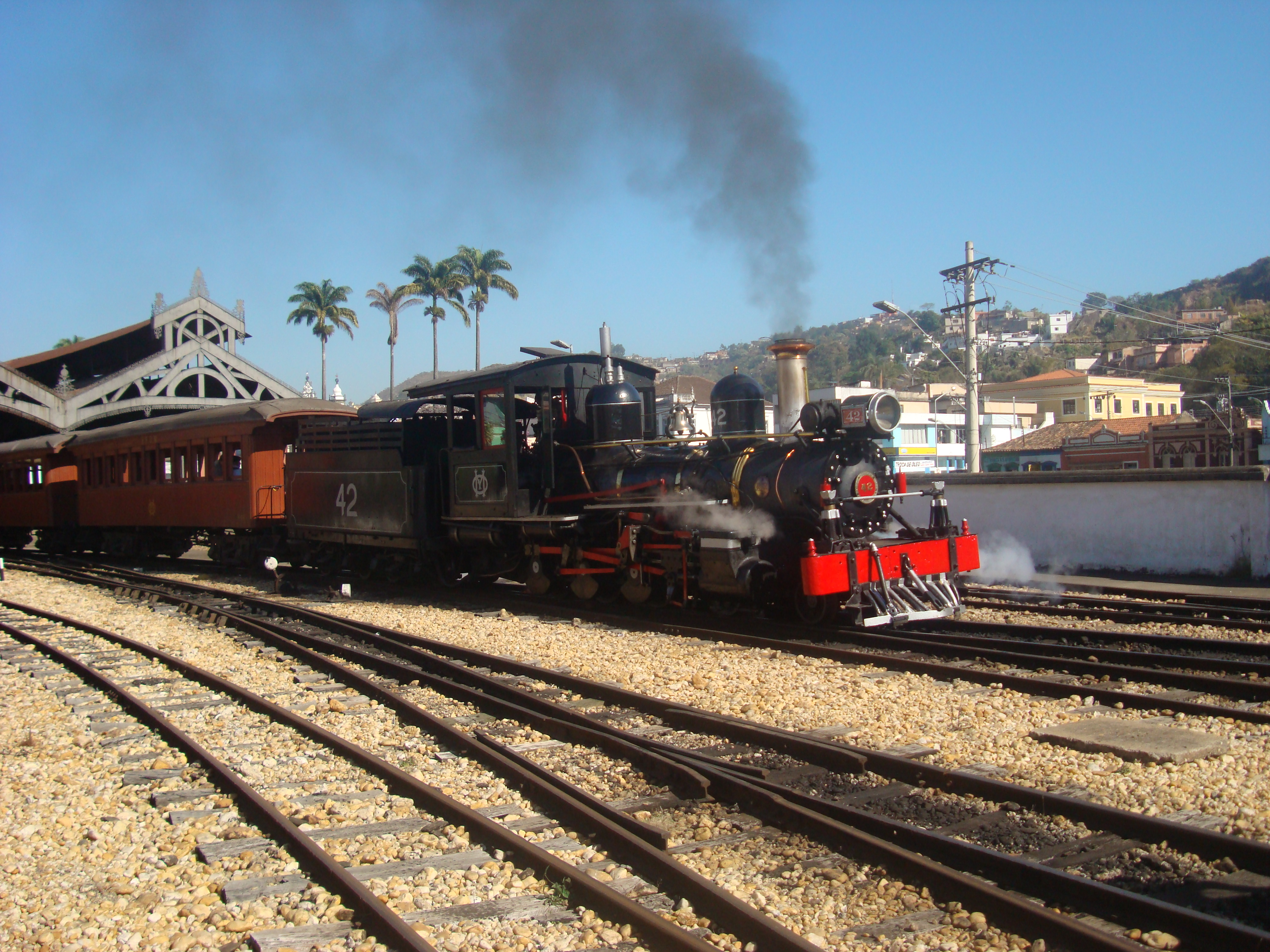
Locomotora de la EFOM en la Estación de São João del-Rei.

En 1885 la compañía obtuvo la concesión para la prolongación dando sentido al nombre que había recibido. Seguiría el curso al oeste de Minas Gerais dando lugar a un tramo que seguía el valle del Río de las Muertes. A partir de 1886 comenzaron, entonces, las obras de la construcción de la línea tronco que, saliendo de São João del Rey, alcanzaría el municipio de Oliveira.

El trazado tenía una extensión de 221 kilómetros, siendo 172 del tronco y 49 del ramal, se extendía por un lado hasta Oliveira y por otro, por el margen derecho de Río Grande, hasta la orilla del Ribeirão Vermelho, que sería el punto inicial de la franja de navegación de aquel río.

En el poblado de Aureliano Mourão tenía lugar la división en que la línea troncal seguía de camino al norte en dirección a Oliveira y continuaba rumbo al oeste, siguiendo el valle de Río Grande hasta llegar a Ribeirão Vermelho que, en aquel instante pertenecía al municipio de Lavras. La estación de Lavras, más tarde recibiría el nombre de Ribeirão Vermelho. El 14 de abril fue inaugurada la estación de Oliveira, en el km 171. Más tarde, con la caducidad del contrato de concesión para el Ferrocarril Pitangui, al oeste de Minas solicitó al gobierno de Minas Gerais la autorización para prolongar sus línea hasta Pitangui. Luego, debido a la autorización constante en el artículo 5º de la ley provincial n.º 31.684, de 1 de septiembre de 1888, se firmaba, al oeste de Minas, contrato con el gobierno de Minas Gerais para la prolongación de la línea troncal hasta el alto São Francisco además de la construcción de dos ramales, uno en dirección a Itapecerica y otro alcanzando Pitangui. 
Después de terminados esos 602 km hasta Barra do Paraopeba la línea con ancho de 0,76 m no se prolongó más, siendo el ancho de un metro adoptada en los siguientes tramos de la Y. F. Oeste de Minas. Con la llegada de la república, la compañía obtuvo la concesión para construir una línea que, a partir de Perdões, alcanzase Catalão en el estado de Goiás, curso noroeste, y Barra Mansa en el estado de Río de Janeiro, curso sudeste. Pero el tramo que fue construido en la concesión entre Perdões y Catalão solo llegaba a la ciudad de Formiga, en Minas Gerais. En 1893 el Oeste de Minas consiguió la concesión para la construcción del ferrocarril que debería salir de Angra dos Reis y encontrar las “cabeceras del ribeirão de Barra Mansa, terminando en la ciudad de ese nombre”. De esa manera, la ruta completaría la conexión entre Formiga, Minas Gerais, y el océano Atlántico en Angra dos Reis, Río de Janeiro.

### Quiebra y federalización
Con dificultades financieras y deudas acumuladas, fue decretada la liquidación forzada de la compañía en abril de 1900, pasando la misma a ser adquirida por la administración pública por el gobierno federal el 13 de junio de 1903, después de estar bajo la custodia del banco alemán Brasilianische Bank für Deutschland y del propio gobierno federal. 
De 1903 a 1931 el Ferrocarril Oeste de Minas fue uno de los ferrocarriles en desuso por el gobierno federal, y que pasó a ser arrendado al gobierno de Minas Gerais en enero de este último año junto con la Red Sur Minera (RSM) para formar la Red Minera de Tráfico (RMV).

## Ruta de ancho 762 mm

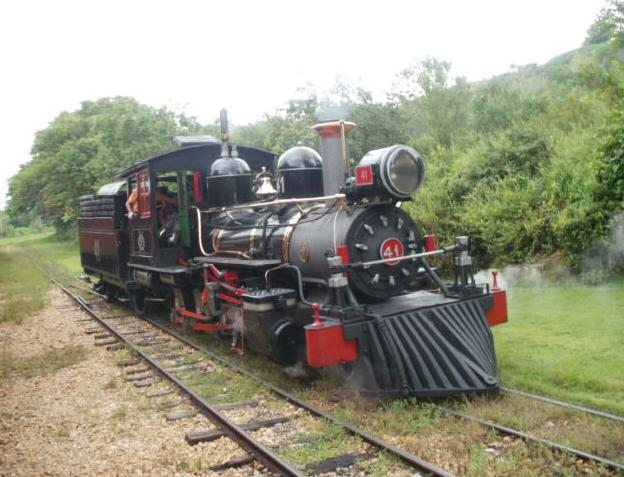
Vista de la Maria-fumaça en la Estación ferroviaria de Tiradentes, Minas Gerais, Brasil.

La línea troncal de la EFOM en ancho estrecho de 762 mm tenía formato de "L". La línea se iniciaba en Sitio, junto a la línea troncal del Ferrocarril D. Pedro II, pasando por São João del-Rei yendo hasta Aureliano Mourão. Desde este punto, la línea troncal pasaba por Oliveira, Divinópolis, Pompéu hasta llegar a Barra do Paraopeba. De Aureliano Mourão también salía un ramal que iba hasta Ribeirão Vermelho (donde se iniciaba la navegación del Río Grande): 
Línea-tronco - 602 km
- Antônio Carlos - Barroso 49 km 1880-1983
- Barroso - Tiradentes 37 km 1881-1983
- Tiradentes - São João del-Rei 13 km 1881-hoy. Tramo preservado.
- São João del-Rei - Aureliano Mourão 104 km 1883-1983
- Aureliano Mourão - Oliveira 69 km 1888-c.1960 pasó a ancho métrico.
- Oliveira - Divinópolis 84 km 1890-c.1960 pasó a ancho métrico.
- Divinópolis - São Gonçalo do Pará 27 km 1890-1965
- São Gonçalo do Pará - Velho da Taipa 55 km 1891-1965
- Velho da Taipa - Martinho Campos 72 km 1891-1964
- Martinho Campos - Pompéu 36 km 1891-1962
- Pompéu - Paraopeba 57 km 1894-1960

Ramales
- Chagas Dória - Águas Santas 12 km 1910-1966
- Aureliano Mourão - Macaia 19 km 1887-c.1960 ancho métrico.
- Macaia - Riberão Vermelho 30 km 1888-1966
- Riberão Vermelho - Lavras 9 km ancho mixto con ancho métrico 1908-1965
- Gonçalves Ferreira - Itapecerica 35 km 1891-c.1960
- Gonçalves Ferreira - Cláudio 26 km 1912-c.1960
- Velho de la Barro - Pitangui 5 km 1907-1964 - ancho mixto con ancho métrico.
- Barbacena - Campolide 10 km c.1923-1965

## Restos
La mayor parte de las líneas en ancho métrico de Oeste de Minas todavía se encuentran operativas, formando una de las mallas más activas del Ferrocarril Centro Atlántica, como, por ejemplo, la conexión entre Belo Horizonte y el Triángulo Minero, pasando por Divinópolis.
El nombre EFOM fue retomado a finales de la década de 1970 para fines turísticos en las vías de ancho de 0,76m. El más famoso hoy en día de los tramos de este ferrocarril es el que resta de sus líneas originales en ancho de 0,76m, entre São João del-Rei y Tiradentes. El referido tramo sería suprimido como el resto de la línea de este ancha a comienzos de los años 80, sin embargo, fue preservado como resultado de la presión de la sociedad civil que tenía entre las entidades a la Asociación Brasileña de Preservación Ferroviaria (ABPF). Desde entonces los 12 km que separan las dos ciudades históricas mineiras funcionan en carácter turístico.

## Fuente
SANTOS, Welber L. Mantenimiento del Viejo en el Mundo del Nuevo (1950-1984). São João del Rey, MG: UFSJ, 2006, pp. 11–14 (monografía de bachillerato en Historia)